# Cindi Tuncel

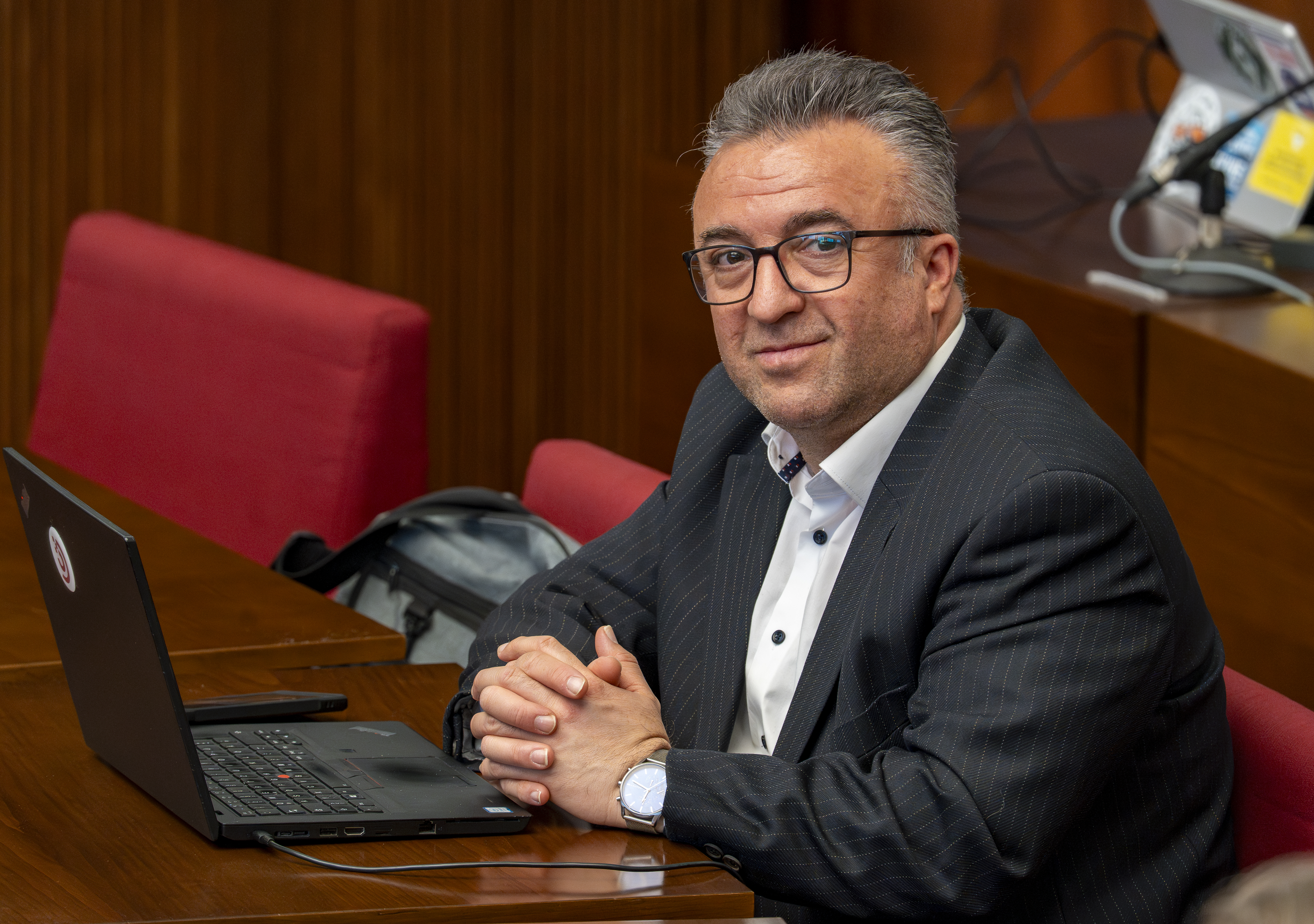
Cindi Tuncel (2025)

Cindi Tuncel (* 2. Januar 1977 in Mardin, Türkei) ist ein Bremer Politiker (Die Linke) und seit 2011 Mitglied der Bremischen Bürgerschaft.

## Biografie
Tuncel wurde in der Türkei geboren. 1985 musste seine Familie in die Bundesrepublik fliehen, da sie als Mitglieder der jesidischen Minderheit verfolgt wurden. Er wuchs mit seinen neun Geschwistern, Eltern und Großeltern in Bremen-Hemelingen auf. Er ist verheiratet, hat vier Kinder und wohnt in Bremen-Tenever.

### Ausbildung und Beruf
In seiner Schulzeit war er ehrenamtlich in verschiedenen Vereinen und Initiativen für andere Menschen, insbesondere auch für Menschen mit Migrationshintergrund aktiv. Er absolvierte ein Studium der Sozialen Arbeit. Er war danach fünf Jahre Familienhelfer (SPFH). Zurzeit ist er beim Landessportbund Bremen als Leiter des Projekts gegen Gewalt, Intoleranz und Rassismus tätig.
Bis 2007 war er Trainer und Vorsitzender des SV Mardin.

### Politik
Tuncel ist seit 2005 Mitglied der PDS bzw. der Linken. Er war von 2007 bis 2011 Mitglied im Beirat des Stadtteils Bremen-Osterholz.
Seit der 18. Wahlperiode ist er seit 2011 Mitglied der Bremischen Bürgerschaft. Er wurde zum Stellvertretenden Fraktionsvorsitzenden seiner Partei gewählt. Tuncel ist Sprecher seiner Fraktion für Jugend, Migration, Sport, Europa und Internationales und Senioren. Außerdem ist Tuncel Schriftführer im Vorstand der Bremischen Bürgerschaft.

Er ist Mitglied im Ausschuss für Bundes- und Europaangelegenheiten, internationale Kontakte und Entwicklungszusammenarbeit sowie in der staatlichen Deputation für Sport, im Landesbeirat für Sport, der städtischen Deputation für Soziales, Jugend und Integration, der städtischen Deputation für Sport, im Jugendhilfeausschuss und er ist stellvertretendes Mitglied im Landesjugendhilfeausschuss.
2021 kandidierte Tuncel für den Bundestag. Er kritisierte  wiederholt die Türkei-Politik der Bundesregierung, darunter auch das Flüchtlingsabkommen Deutschlands mit der Regierung Erdoğan.